# Velika Armenija
Velika Armenija (Armenski: Միացյալ Հայաստան Miats'hal Hahastan) ili Ujedinjena Armenija je armenski politički cilj za ujedinjenje Armenije s teritorijem gdje su Armenci živjeli od doba antičke Kraljevine Armenije do Armenskig genocida i rata za nezavisnost.